# A/R Andata + Ritorno
A/R Andata + Ritorno è un film italiano del 2004 scritto e diretto da Marco Ponti.
Il film è la terza prova del regista; i protagonisti sono Libero De Rienzo e Vanessa Incontrada. Il film ha incassato complessivamente 1493000 €.

## Trama
Torino. Dante Cruciani è un giovane fattorino che vive da solo in un appartamento in zona Porta Palazzo. Pochi giorni prima di Natale il ragazzo decide di mettersi a fare il giro del mondo per liberarsi di un gruppo di strozzini che lo perseguitano, capeggiati da Skorpio, e affida così le chiavi di casa sua all'amico Tolstoj, un indiano che lavora come fattorino al Grand Hotel. Viene poi accompagnato all'aeroporto dai suoi amici Smeg, Stampella e da suo fratello Mohamed, convertito all'Islam.
Nel frattempo Nina, una hostess spagnola, vola fino a Torino ma il suo aereo di ritorno è bloccato da uno sciopero. La ragazza si rassegna a passare così il Natale in Italia. Alla ricerca di un posto dove dormire, incontra proprio Tolstoj al Grand Hotel. Le stanze dell'hotel sono tutte occupate, ma l'uomo le offre di riposare qualche ora in una stanza occupata da una coppia che non sarebbe tornata prima di sera. La coppia ritorna anticipatamente assieme a due uomini molto loschi: aprono la cassaforte e avviene uno scambio di merce per denaro. Per fortuna Nina riesce a nascondersi in bagno osservando però tutta la scena. Tolstoj è rammaricato e le offre di dormire nell'appartamento vuoto di Dante. Nina decide di riordinare e rinfrescare la casa trovando però i diari e le foto di Dante, innamorandosi così del ragazzo. A casa si palesano anche gli strozzini, alla ricerca di Dante.
Intanto Dante ha raggiunto la sua prima meta, Barcellona, tuttavia uno scambio di bagaglio per uno contenente della droga lo costringe in carcere una notte. Chiarita la questione, viene scarcerato il mattino dopo ma i poliziotti gli hanno svuotato il portafogli di soldi e biglietto aereo. In cerca di un analgesico assume invece dell'ecstasy, infine, distrutto, decide di fare ritorno in Italia in treno, collezionando una multa dopo l'altra. Al ritorno a casa, stanco e intontito, si accorge solo durante il sonno di stare facendo l'amore con la sconosciuta Nina.
Dante è riluttante a rimanere in compagnia di Nina e si trasferisce dal fratello, pur offrendosi di aiutare la ragazza in caso di difficoltà. La sera successiva i due giovani escono assieme trascorrendo una serata molto romantica: passano la notte assieme, dapprima al Museo Egizio, in seguito alla rinnovata casa di Dante. La nottata viene interrotta dagli strozzini: vogliono da Dante 31.000 euro entro il giorno dopo, minacciando anche di far del male a Nina e agli amici.
Il ragazzo corre ai ripari: con l'aiuto di Tolstoj e di tutti gli amici, decide di compiere un furto ai danni della coppia che Nina aveva visto il primo giorno: manomettono l'orologio centrale dell'albergo per fare aprire la cassaforte automaticamente alle 15.55 e far credere alla coppia di venir derubati alle 16.00. La rapina effettiva viene effettuata da Mohamed e sua moglie; poi, in una corsa contro il tempo, il sacchetto con il denaro viene portato in bicicletta da Dante a casa sua, dove lo aspettano Skorpio e i suoi sgherri, attesi per le 16.00. Alla coppia vengono segnate ingenti spese d'albergo e consegnato loro un biglietto di sola andata per il Brasile. Gli strozzini sono soddisfatti dei soldi resi da Dante ma poi devono pagare il conto dell’albergo.
La coppia informa del furto Skorpio, che ride del fatto che possano esserci terroristi islamici nel suo territorio: lo strozzino decide di andare al Grand Hotel ma si trova una brutta sorpresa: la coppia è partita per il Brasile e lui stesso deve pagare il conto che hanno lasciato.
Tutto è risolto, con un incredibile vantaggio per Dante e i suoi amici: non solo hanno chiuso il problema con Skorpio, ma hanno anche recuperato 200 000 euro a testa. Nina è costretta a tornare in Spagna la notte stessa, ma lascia una lettera a Dante.

## Colonna sonora
La colonna sonora è opera dei Motel Connection e di altri gruppi torinesi.

## Ambientazione
Il Grand Hotel al centro del gioco degli equivoci è in realtà l'Hotel Le Meridien, hotel a cinque stelle realizzato all'interno del Lingotto di Torino. L'aeroporto che si vede nella scena iniziale e in quella finale è in realtà quello di Milano-Malpensa, e non il Torino-Caselle. La casa di Dante si trova nel popolare e multietnico quartiere di Porta Palazzo, immortalato anche nella scena in cui Nina esce a fare la spesa nell'omonimo mercato, uno dei più grandi d'Europa. Infine la scena finale è stata girata negli interni del Museo Egizio di Torino, ma gli esterni sono stati girati in una terrazza di Via Roma a Torino.

## Critica
"Occhio a Marco Ponti, se già non lo tenevate d'occhio da Santa Maradona. Con il cinema ci sa fare, se fosse un pesce sarebbe la sua acqua. Impressiona, senza offesa, che il film sia fatto di niente: uno scintillante involucro che non contiene quasi nulla. Erano meglio quegli esordi italiani che avevano o sembrava avessero molte cose da dire e le dicevano male, oppure questo che non hanno o sembra non abbiano da dire ma lo dicono benissimo? Nessun dubbio, la seconda. I contenuti fanno in tempo a maturare, se si sa raccontare. Del resto, per dirne uno che ha fatto scuola, Tarantino docet. (...) La notte d'amore tra i due è tanto assurda quanto da memorizzare tra le scene d'amore più riuscite di sempre, e Vanessa Incontrada è incantevole come Julie Christie. Anche il resto, citazione velocizzata de I soliti ignoti, fila come olio. Complimenti, un mazzetto di dieci giovani registi così - forse ci siamo - e il cinema italiano può smetterla di piangersi addosso." (Paolo D'Agostini, la Repubblica, 2 aprile 2004)
"Troppa carne al fuoco impedisce a quest'opera seconda di Marco Ponti di ripetere il felice risultato del suo film d'esordio, Santa Maradona. Qui l'autore appare in bilico fra i contrastanti modelli di Fino all'ultimo respiro e I soliti ignoti; e forse avrebbe fatto bene a dimenticare gli ormai obsoleti avanguardismi godardiani accettando di confessarsi nipotino di Monicelli. Simpatica è l'apparizione dell'ex Sandokan, Kabir Bedi, che impartisce in un gradevole italiano le istruzioni ai rapinatori dilettanti; e se Vanessa Incontrada è davvero bellissima, De Rienzo rispecchia nel suo personaggio le indecisioni del film." (Tullio Kezich, Corriere della Sera, 3 aprile 2004)